# هربرت جيمس درابر
هربرت جيمس درابر (بالإنجليزية: Herbert James Draper)‏ (نوفمبر 1863 (أو 1864) - 22 سبتمبر 1920) كان رسامًا كلاسيكيًا إنجليزيًا بدأت حياته المهنية في العصر الفيكتوري وامتدت خلال العقدين الأولين من القرن العشرين.

## روابط خارجية
- H J Draper (Victorian Web)
- H J Draper online (ArtCyclopedia)
- Works by H J Draper (Tate Gallery)
- H J Draper (Art Renewal Center)
- مؤلفات Herbert James Draper في مشروع غوتنبرغ
- أعمال أو نبذة عن هربرت جيمس درابر على أرشيف الإنترنت